# Voïvodie de Silésie (1920-1939)
 (novembre 2024).
Si vous disposez d'ouvrages ou d'articles de référence ou si vous connaissez des sites web de qualité traitant du thème abordé ici, merci de compléter l'article en donnant les références utiles à sa vérifiabilité et en les liant à la section « Notes et références ».
1920–1939
La voïvodie de Silésie (en polonais : Województwo Śląskie ; en allemand : Woiwodschaft Schlesien) est une voïvodie autonome de la IIe république de Pologne. Sa capitale était Katowice.
La population de la voïvodie se répartissait comme suit : 92,3 % de Polonais, 7 % d'Allemands et 0,5 % de Juifs.